# 伯登 (堪薩斯州)
伯登（英語：Burden）是一個位於美國堪薩斯州考利縣的城市。

## 地方資料
根據2020年美國人口普查的數據，伯登的面積為1.34平方千米，當中陸地面積為1.34平方千米，而水域面積為0.00平方千米。當地共有人口512人，而人口密度為每平方千米382.09人。